# Усна історія
Усна історія — новий науковий напрям в історії, що інтенсивно розвивається з другої половини XX ст. Метод дослідження усної історії — глибинні інтерв'ю біографічного характеру (як правило, із застосуванням аудіо- та відеотехніки), за допомогою яких здійснюється фіксування суб'єктивного знання окремої людської особистості про епоху, в якій вона жила.

## Термін «Усна історія»
Термін «усна історія» вперше запропонований Барбе д'Оревіллі (1852). Поширився завдяки науковим працям професора Колумбійського університету Аллана Невінса. Своїм існуванням цей термін завдячує мангетенському літератору Джозефу Ґоулду, випускникові Гарварду, який у середині 1930-х років заявив про свій намір (який, втім, так і не було реалізовано) написати книгу під назвою «Усна історія нашого часу». А вже у академічному контексті це поняття «усна історія» вперше застосовує Алан Невінс у 1938 році.
нс.
Незважаючи на те, що окремі дослідження із застосуванням методу усної історії проводилися ще в 1930-40-х роках, інституційне оформлення цей напрям отримав лише у 1948 році, коли зусиллями Алана Невінса та його послідовників було створено Центр дослідження усної історії при Колумбійському університеті у Нью-Йорку. У період стрімкого розвитку усної історії (наприкінці 1960-х — у 1970-х рр.) повсюдно виникають нові осередки, започатковуються архіви та колекції, реалізуються великі й малі проекти у найрізноманітніших ділянках. Було створено ключові центри з усної історії та фахові асоціації. У 1966 р. постала Асоціація усної історії у США (кількість членів якої за наступне десятиліття зросло на порядок — зі 100 до понад тисячі осіб), у 1970 — Австралії, у 1975 — Канаді, у 1973 — Великій Британії. У 1996 р. на ІХ міжнародній конференції з усної історії в Ґетеборзі (Швеція) було офіційно створено Міжнародну асоціацію усної історії.
Австралійський дослідник Алістер Томсон відокремив чотири такі парадигми: Перша парадигма. 1940 — середина 1960-х рр. Повоєнний ренесанс спогаду як джерела «народної історії». Це був час становлення усноісторичних досліджень. Усна історія розглядалась як нова галузь історіографії. Цей період був пов'язаний із діяльністю перших фахівців у цій ділянці — Алана Невінса та Луїза Стара.
Друга парадигма. Кінець 1960 — 1970-ті рр. Розвиток «постпозитивістських» підходів до пам'яті та суб'єктивності. Ця парадигма частково була відповіддю на позитивістську критику більшості традиційних істориків-документалістів з консервативними політичними поглядами, які побоювались демократизму «народної історії» (people's history) та атакували «ненадійність» пам'яті як її головну слабку ланку.
Третя парадигма. 1980-ті рр. Трансформація розуміння ролі усного історика як інтерв'юера та аналітика. Трансформація стосувалась зміни підходу до об'єктивності усноісторичних досліджень. У науку прийшла генерація усних істориків, що здобула у цьому напрямку фахову освіту. Такі якісні зміни у складі дослідників стимулювали бурхливу дискусію про співвідношення академічності й аматорства в усній історії, адже остання, з одного боку, прагнула здобути статус повноцінної наукової дисципліни, з іншого — була соціально спрямованою та мала міцні зв'язки із громадами. Саме у цей період усна історія остаточно інституціоналізується, здобуває академічне визнання як особлива ділянка досліджень.
Четверта парадигма. 1990 — початок 2000-х рр. Цифрова революція. Електронна пошта та Інтернет, безперечно, сприяють міжнародному діалогові усної історії. Нові цифрові технології переінакшують усталені шляхи запису, зберігання, каталогізації, інтерпретування, поширення та презентації усних історій.

## Усна історія та міждисциплінарні студії
Через свою специфіку усна історія є дотичною до багатьох гуманітарних наук, а саме: етнографії, народознавства, етнології, соціології, психології, політології, фольклористики, мовознавства, журналістики тощо. Усна історія на тлі перелічених дисциплін представлена як методологія, а не як окрема галузь. Власне усні джерела застосовуються усіма переліченими дисциплінами у якості емпіричного матеріалу.
Найближче до площини «усної історії» у сьогоднішньому її розумінні знаходяться краєзнавчі та народознавчі студії. Збирання (фіксація) народних міфів, легенд, переказів, зразків народної творчості продовжило та зберегло колись традиційну практику звернення до усних джерел. Зв'язок усної історії з етнографією, краєзнавством, регіональною історією, етнологією, фольклористикою є настільки тісним, що уявити їх окремо досить складно.
До спектру суміжних галузей, що найближче знаходяться до усної історії, неодмінно слід віднести також і журналістику, яка хоча сама й залишається осторонь процесу історичної реконструкції минулого у науковому плані, проте продукт цієї галузі (статті періодичних газетних та журнальних видань), створений на основі методу інтерв'ювання, давно став невід'ємною складовою джерельної бази історичних досліджень.
Слід наголосити й на взаємозв'язку усної історії з доволі широким спектром наук, які входять до мовознавчого ряду: фонетикою, лінгвістикою, орфоепією, лексикологією, текстологією тощо. Даний зв'язок проглядається, передусім, на стадії «обробки» джерела, що являє собою транскрибування фонограми запису, тобто перетворення звуку на текст. При цьому, в основу міждисциплінарного діалогу в цьому випадку покладено грамотне застосування принципів, визначених мовними науками.
Отже, усний історик, тобто дослідник, що працює з усними джерелами, в силу специфіки своєї роботи може вважати себе фахівцем одразу з цілої низки гуманітарних наук, з-поміж яких є дисципліни виразно історичні (краєзнавство, етнографія), так і інші, більш віддалені від нього науки (соціологія, психологія, журналістика, мовознавчі дисципліни тощо).

## Усна історія в контексті історичної науки
На думку істориків, джерела повинні мати три ключові якості: фіксована форма, докладна хронологія, доказовість повідомлення. Усна історія ними не володіє, але це не означає, що вона не має права на існування.
Адже, усна історія є наймогутнішим ресурсом соціальної історії. Усна спадщина дає можливість глибокого описового відтворення, але сама вона в остаточному рахунку потрапляє в пастку дрібного масштабу. У ній не слід шукати рушійні сили пояснювальних теорій історика.
Сила усної історії — це сила будь-якої методологічно компетентної історії. Вона залежить від діапазону й розумності використання багатьох типів джерел, які поєднуються. Цей обов'язок стосується не тільки усних істориків як практиків нижчого мистецтва. Рух до постписьмової, по-новому глобальної, електронної усної й візуальної культури спростовує професійну самооцінку традиційної історіографії, що ґрунтується на документах. На думку Ґвіна Принса, усі історики рівні перед цим викликом, а польова робота - безцінне доповнення до кабінетної роботи.
Усна історія з її нюансами, гуманністю, часто з емоціями й завжди з розвинутим скептицизмом щодо повноти історичної праці насамперед звертається до таких історичних моментів праці історика, як традиція і пам'ять, минуле і сучасне.